# Contea di Todd (Minnesota)
La contea di Todd in inglese Todd County è una contea dello Stato del Minnesota, negli Stati Uniti. La popolazione al censimento del 2000 era di 24 426 abitanti. Il capoluogo di contea è Long Prairie.